# Katastrofa lotu Red Air 203
Katastrofa lotu RED Air 203 – był to regularny międzynarodowy lot pasażerski z portu lotniczego Aeropuerto Internacional Las Américas w Dominikanie do portu lotniczego Miami w Stanach Zjednoczonych, obsługiwany przez linie RED Air. 21 czerwca 2022 r. samolot McDonnell Douglas MD-82, obsługujący tę trasę, doznał uszkodzenia podwozia i wypadnięcia z pasa startowego, co spowodowało uderzenie lewego skrzydła samolotu w pas startowy, a następnie pożar. Incydent spowodował, że trzy osoby trafiły do szpitala z drobnymi obrażeniami.

## Samolot
Samolot biorący udział w wypadku to McDonnell Douglas MD-82, o numerze rejestracyjnym HI-1064 i numerze seryjnym 53027. Samolot został po raz pierwszy dostarczony do American Airlines w grudniu 1990 roku, gdzie działał do sierpnia 2014 roku. Samolot był następnie przechowywany do sierpnia 2017 roku, kiedy to został przejęty przez linie LASER Airlines. Samolot został następnie przeniesiony do RED Air, spółki zależnej do LASER Airlines, w lutym 2021 r.

## Pasażerowie i załoga
Na pokładzie znajdowało się 140 osób: 130 pasażerów i 10 członków załogi. Urzędnicy lotniska poinformowali, że wszyscy przeżyli. Miejscowe władze straży pożarnej poinformowały, że 3 osoby doznały lekkich obrażeń i trafiły do szpitala.

## Incydent
Według Flightradar24, lot RED Air 203 wystartował z portu lotniczego Aeropuerto Internacional Las Américas w Dominikanie o 19:36 i wylądował w porcie lotniczym Miami o 21:38. Podczas lądowania lewe podwozie samolotu złamało się, powodując, że lewe skrzydło samolotu zarysowało pas startowy. Tuż przed całkowitym zatrzymaniem samolotu prawe i przednie podwozie również uległy zniszczeniu, powodując uszkodzenie nosa samolotu i pożar na prawym skrzydle. Strażacy stwierdzili, że z samolotu wycieka paliwo, kiedy przybyli na miejsce zdarzenia. Pasażerowie rozpoczęli ewakuację około 5 sekund po zatrzymaniu się samolotu.  To pierwszy samolot linii RED Air, który brał udział w wypadku z utratą kadłuba.
W sprawie wypadku dochodzenie prowadziła amerykańska Narodowa Rada Bezpieczeństwa Transportu.